# Plantage Dachau

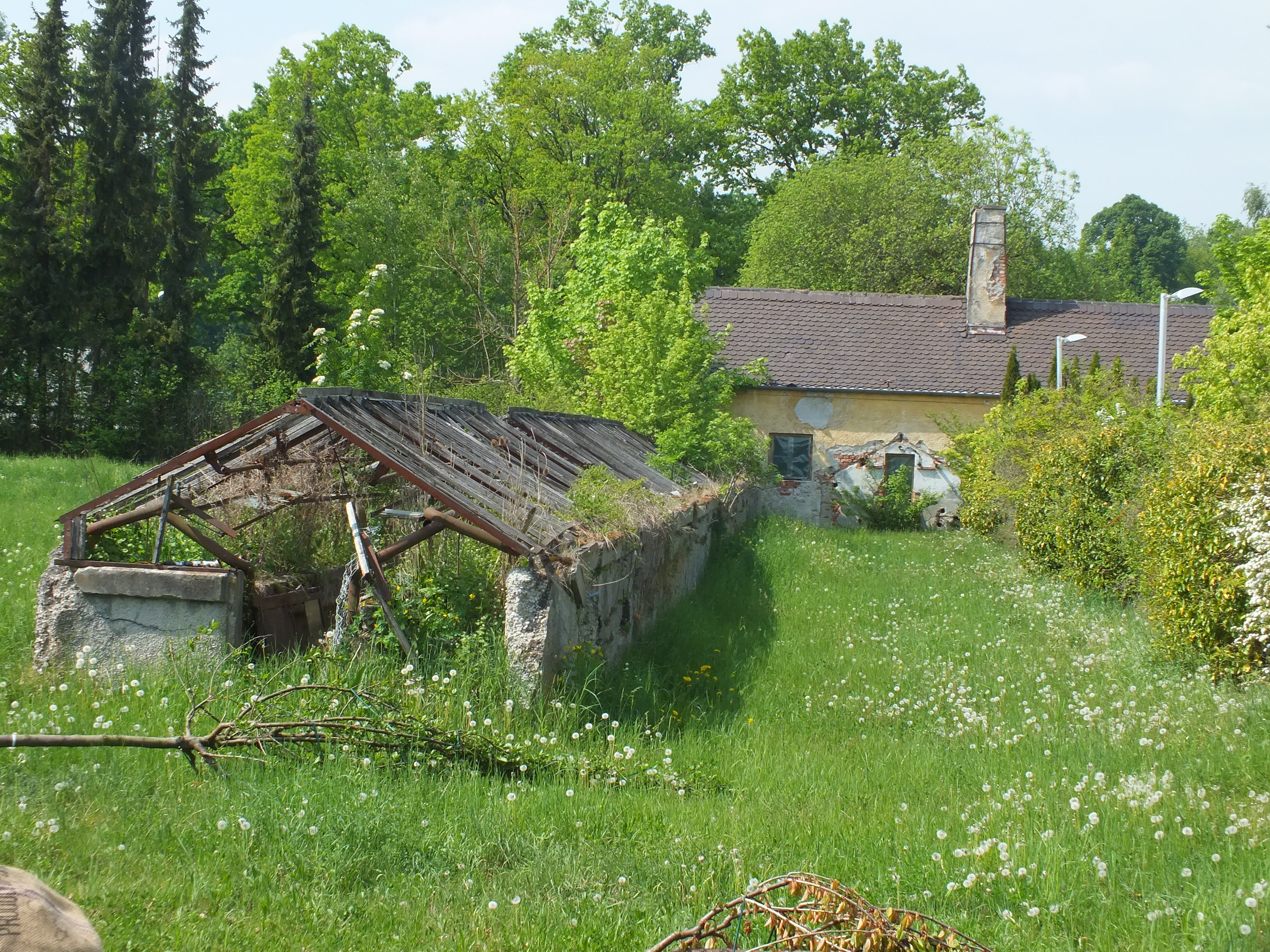
Verfallendes Gewächshaus südöstlich des Hauptgebäudes

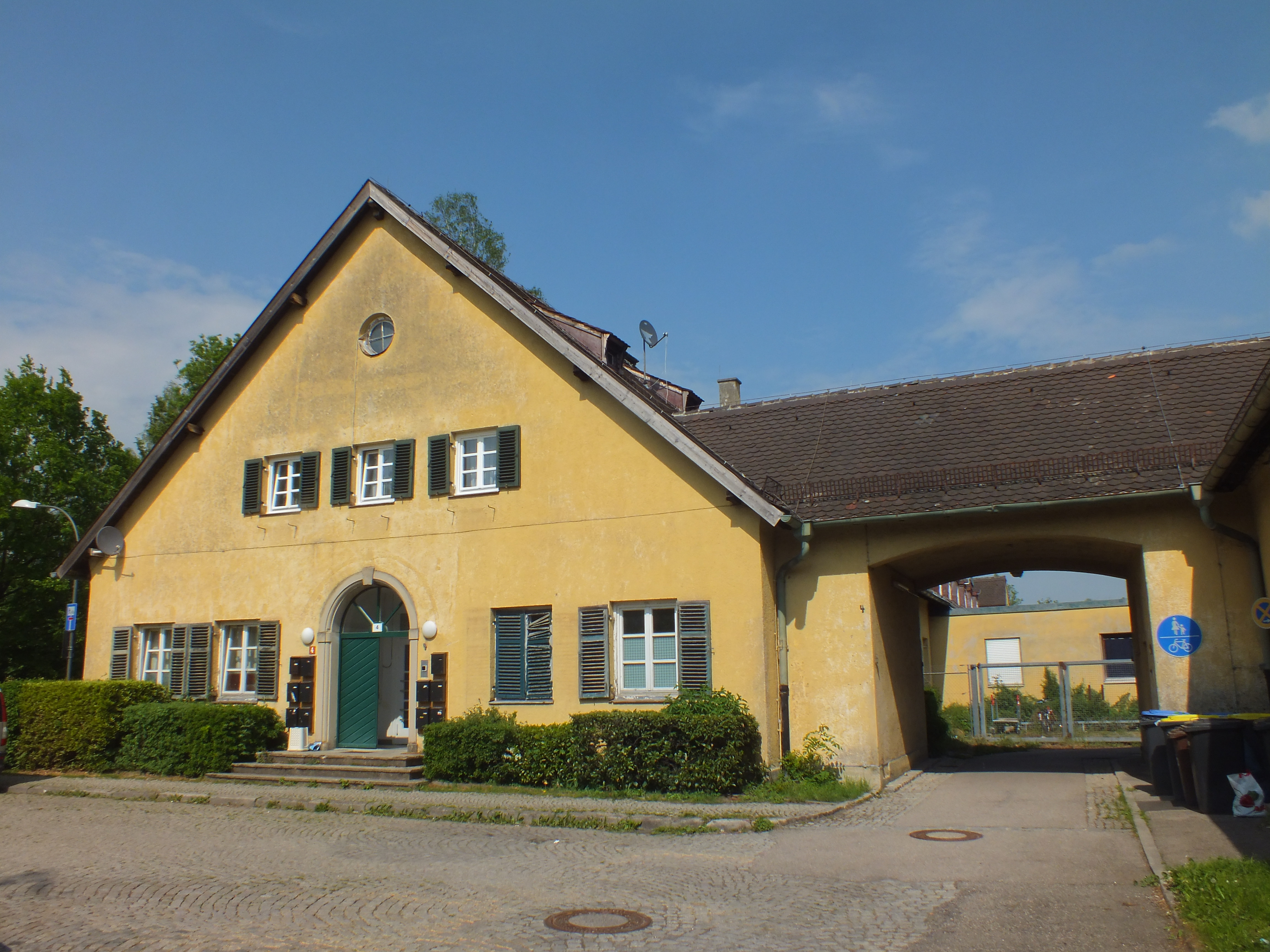
Hauptgebäude der ehemaligen Deutschen Versuchsanstalt für Ernährung und Verpflegung (DVA), Dachau, Am Kräutergarten 4

Die Plantage, offiziell mit dem Euphemismus Kräutergarten Dachau benannt, war eine landwirtschaftliche Versuchsanstalt in direkter Nachbarschaft des KZ Dachau. Basierend auf unterschiedlichen Ideologien, unter anderem nach Rudolf Steiners Prinzipien der Anthroposophie wollten die Nationalsozialisten hier Verfahren entwickeln, um kriegsbedingte oder ideologisch gewünschte landwirtschaftliche Produktionsziele zu erreichen. Bis zu 1.600 Häftlinge des benachbarten Konzentrationslagers wurden täglich zu teilweise härtester körperlicher Arbeit gezwungen, wovon bis zu 800 den Tod erlitten.
Leitgedanke war der Wunsch nach Autarkie, also der Befähigung, unabhängig vom (nun feindlichen) Ausland den Bedarf an Gewürzen, Heilpflanzen und pharmazeutischen Ausgangsstoffen zu decken. Da die antisemitischen und antiintellektuellen Nationalsozialisten mit der jüdisch konnotierten universitären Wissenschaft und Schulmedizin fremdelten, sahen (manche) Vertreter des Regimes in den esoterischen Ideen Steiners die Möglichkeit, eine „deutsche Volksheilkunde“ zu etablieren, die auch den völkischen und naturkundlichen Vorstellungen der NS-Ideologie entspräche. Zunächst zeigte sich insbesondere Rudolf Heß empfänglich, später Heinrich Himmler, der dann unter anderen das Projekt „Kräutergarten“ verantwortete.

## Organisation und Vorhaben
Träger der Anstalt war die von SS-Obersturmbannführer Heinrich Vogel geleitete SS-eigene Deutsche Versuchsanstalt für Ernährung und Verpflegung. Besonderen Einfluss auf die Entstehung und Entwicklung der Deutsche Versuchsanstalt für Ernährung und Verpflegung GmbH (DVA) auf der Plantage hatten Ernst Günther Schenck, Rudolf Lucaß und Georg Gustav Wegener. Gemeinsam initiierten sie erstmalig den Großanbau und die Erforschung von Heil- und Gewürzkräutern auf dem KZ-Gelände. Lucaß und Schenck betreuten ab 1935 im Auftrag des Hauptamtes für Volksgesundheit die Heilpflanzenanbau unterschiedlicher Kräuteranbauinitiativen in der Umgebung von Heidelberg, in der Rheinebene und im Odenwald. Schenck, Lucaß und Wegener arbeiteten das Konzept für die Dachauer Plantage bis 1938 gemeinsam aus. Wichtiger Bestandteil des Konzepts, war die Erläuterung, dass ein solches Projekt nur dann rentabel sei, wenn Arbeitskräfte ohne Anspruch auf Entlohnung zum Einsatz kommen. Die Planung der Anlage ließ die SS von dem KZ-Häftling Dr. Emmerich Zenderbauer erstellen. Geplant war ein Großbetrieb mit drei maßgeblichen Bestandteilen: eine Gartenbauabteilung für Heil- und Gewürzpflanzen, ein Verarbeitungsbetrieb mit Mühle, Trocknungsanlagen und Vertriebsabteilung sowie ein Forschungsinstitut. Schwerpunkt der Ernährungsforschung sollte die vier Themengebiete Vitamin-C-Forschung, Deutscher Tee, Mineralwässer und Truppenverpflegung sein.
Im Frühjahr 1938, noch vor der Gründung der Deutsche Versuchsanstalt für Ernährung und Verpflegung begannen die Bauarbeiten auf dem östlich an das Lager grenzenden Moorgelände. Die Urbarmachung des 7,5 ha großen ersten Abschnitts wurden von KZ-Häftlingen, vor allem Juden und Sinti ausgeführt. Anfang 1939 wurde die „Deutsche Versuchsanstalt für Ernährung und Verpflegung GmbH“ gegründet. Ernst Günther Schenck übernahm die Leitung des Institutes, Rudolf Lucaß wurde Gartenmeister und Georg Gustav Wegener sollte die Entwicklung neuer Gewürze und die Erforschung von Pflanzennachbarschaften betreiben.
Nach der Gründung der DVA, Anfang 1939 ging der Aufbau der Plantage schnell voran. Es wurden zwei Hauptgebäude mit einer Länge von 140 Metern und später insgesamt sieben Gewächshäuser errichtet. Bis Kriegsende wurde die Anbaufläche auf über 211 ha erweitert.

## Versuchsreihen

### „Natürliches Vitamin C“
In diesem von Ernst Günther Schenck, dem späteren Ernährungsinspekteur der Waffen-SS, verantworteten Projekt sollte durch Züchtung und verbesserte Extraktionsverfahren eine „natürliche“ Option erschlossen werden, reines Vitamin C (Ascorbinsäure) zur Truppenversorgung herzustellen. Trotz der Versuche mit innerhalb einer Saison 600.000 gepflanzten Gladiolen (600 kg Blumenzwiebeln) blieb die chemische Synthese jedoch mit tausendfach höherer Ausbeute bei vergleichbarem Aufwand überlegen. Ab 1940 wurde, neben der Forschung mit Gladiolen, auch mit der Produktion von „natürlichem Vitamin C“ für die ausschließliche Versorgung der Waffen-SS begonnen. Das Gladiolenpulver wurde mit Gewürzen und Kochsalz vermengt und als Bouillon den Truppen verabreicht. Insgesamt seien 2.600 g „Vitamingewürzpulver“ an die Truppen verteilt worden.

### Biologisch-dynamische Landwirtschaft
1940 übermittelte Heinrich Himmler Dr. Karl Fahrenkamp „alle Aufsätze und Abhandlungen über die biologisch-dynamische Wirtschaftsweise“ um „diese Dinge einmal zu studieren“. Noch im selben Jahr ordnete Himmler an, die Plantage auf diese Wirtschaftsweise umzustellen. Dabei „galt sein Interesse nicht dem anthroposophischen Hintergrund der Methode, vielmehr ergriff er aus der Plantage die Chance, verschiedene Dünger-Alternativen wissenschaftlich untersuchen zu lassen.“
Ab 1942 leiteten Franz Lippert und Martha Künzel jeweils Versuchsreihen mit Verfahren aus der biodynamischen Landwirtschaft. Künzel verfolgte dabei einen vollständig esoterischen Ansatz: vermeintliche Wirkstoffe wurden nach Prinzipien der Homöopathie hergestellt, Äther- und Astralenergie wurden entscheidende Bedeutung beigemessen, und in Seancen versuchte sie, die Natur einer von ihr gehaltenen Kröte zu erfassen. 1944 verließ sie die Einrichtung und wurde durch Albert Riesterer ersetzt, einen ihr zuvor unterstellten Funktionshäftling.
Franz Lippert führte derweil eher konservative Versuchsreihen zur Optimierung von Kompostierung durch. Auch hier konnte ein Funktionshäftling, Augustin Hessing, das Vertrauen gewinnen und mit der Leitung beauftragt werden. Hessings Intuition, durch Regenwürmer Bodenqualität und Humusbildung verbessern zu können, kann als substantiellstes Ergebnis von sieben Jahren biodynamischer KZ-Forschung gelten. Dem forschenden Benediktinermönch gelang es dadurch jedenfalls nicht nur, etwas Komfort, physische Sicherheit und letztendlich die Freiheit zu gewinnen: bis zu seinem Tod 1975 reüssierten Pater und Regenwürmer als Medienbotschafter des Komposts.

### Deutscher Gewürz- und Kräuterersatz
Die Anstalt investierte großen Aufwand, insbesondere in Form erzwungener körperlicher Arbeit, in die Massenproduktion von Ersatzprodukten für nicht-heimische Heil- und Würzpflanzen, darunter „Deutscher Pfeffer“, „Deutscher Tee“ und „Deutscher Kaffee“, aber auch „Deutsche Drogen“ zur Stärkung des Kampfwillens der Frontsoldaten. Bei den deutschen Ersatzprodukten handelte es sich meist um eine Kräutermischung, die den Geschmack des Originals nachahmen sollte. Der „Deutsche Pfeffer“ zum Beispiel war eine Gewürzmischung aus Gewürzpaprika, Basilikum, Majoran, Dost, Thymian, Polygonum und Bohnenkraut, von der 1943 121.000 kg verkauft wurde.

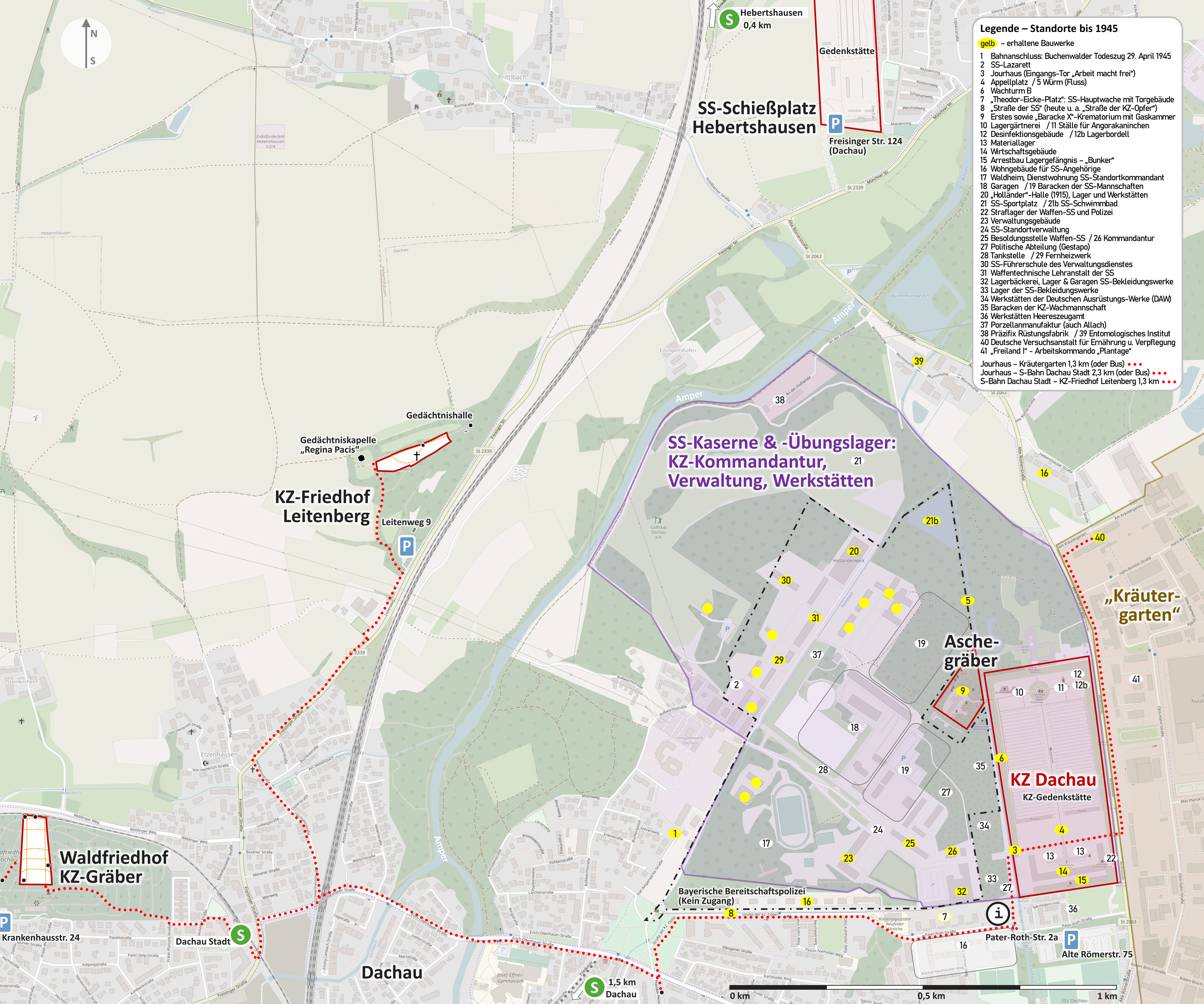
Der „Kräutergarten“ befand sich östlich des KZ Dachau. Markierung 41 gibt den Bereich von „Freiland I“ an

## Die Anlage
Ab Mai 1938 mussten KZ-Häftlinge östlich der Alten Römerstraße und der Würm Teile des Moorgebiets Dachauer Moos trockenlegen und eine große Gartenbauanlage einschließlich der dazugehörenden Wirtschafts- und Verwaltungsgebäude errichten. Neben den Anbauflächen samt Gewächshäusern und Ziergarten umfasste sie Wirtschaftsgebäude, Wachturm, Wohnungen, Werkstätten, Lehrräume, Bibliothek, Labore, Dörrscheune, Gerätehaus, Gewürzmühle, Bienenhaus, Kompostieranlage sowie Heiz-, Trafo- und Pumpenhaus. An den Gebäuden wurde nicht gespart und ein damals hochmoderner industrieller Gartenbaubetrieb eingerichtet. In den Jahren 1939 bis 1940 wurden rund 1 Mio. Reichsmark aufgewandt. Das bewirtschaftete Gelände wurde stetig erweitert; im Endausbau 1942 waren es 148 ha Freifläche, unterteilt in „Freiland I“ und „Freiland II“. Auf dem Gebiet von „Freiland I“ befindet sich heute das Gewerbegebiet Dachau Ost.
Kern der Anlage waren zwei langgestreckte Satteldachbauten mit Hof und Torbau. Es wurden vier 6 m breite und 30 m lange sowie zwei 3 m breite und 50 m lange Gewächshäuser angelegt. Verantwortlich für die Bauausführung war das Unternehmen Mehlhorn aus Sachsen, nach dessen Patenten die Glashäuser konstruiert waren: Für die Tragkonstruktion der Verglasung wurde widerstandsfähiges und feuchteresistentes amerikanisches Redwood-Holz (Sequoia sempervirens) verwendet, um die Basistragkonstruktion aus Metall thermisch von der Glas- und Holz-Außenhaut zu entkoppeln und so mögliche Bauschäden infolge der Temperaturdifferenzen zwischen Innen- und Außenluft zu vermeiden. In den Glashäusern gab es Trennschleusen, um sie in unterschiedliche Temperaturzonen zu unterteilen. Zudem konnte der Betonboden ebenso temperiert werden wie das zur Versorgung der Pflanzen zugeführte Wasser. Es gab eine Wohnbaracke und einen Luftschutzkeller. Während des Krieges wurde die Bauten teilweise erweitert, aber Teile auch nicht fertiggestellt.

## Die Zwangsarbeiter
Die Arbeitsbedingungen waren mörderisch. Die Geländewahl war denkbar ungünstig: Für den Kräuteranbau war der nasse, schwere Moorboden ungeeignet. Er musste umgeschichtet, entwässert und entsäuert werden. Bei Regen versanken die Häftlinge im Schlamm, im Sommer standen sie in der prallen Sonne und arbeiteten sich an einem Boden ab, der hart war wie Beton.

„Niemand wird vergessen, wie die Häftlinge abends in die Lager zurückkehrten. Hinter der Kolonne entkräfteter, taumelnder Menschen wurden immer zehn und mehr Schubkarren mit den Toten und den Sterbenden geschoben.“

Ursprünglich wurden hauptsächlich Juden, Sinti und Roma hier zur Arbeit gezwungen, ab 1942 wurden auf persönliche Weisung von Reichsführer SS Heinrich Himmler vor allem Priester herangezogen.
Ab 1940 waren rund 1.500 Häftlinge im Kräutergarten zwangsbeschäftigt, ca. 300 wurden gleichzeitig eingesetzt, über den gesamten Tag verteilt nimmt man bis zu 1.000 Arbeiter durchschnittlich an. Für den Sommer 1944 zählte die SS 1.600 Häftlinge, die zum Einsatz im Kräutergarten vorgesehen waren. Rund ein Drittel davon wurden in den Gebäuden beschäftigt, zwei Drittel im Außengelände. Die Zahlen schwankten allerdings erheblich, denn in den Wintermonaten wurden nur wenige Arbeiter benötigt, deutlich mehr im Frühjahr und vor allem im Sommer und Herbst wurden die Spitzenwerte erreicht.
Der Einsatz im Außengelände, zumal im Winter, war mörderisch. Die Häftlinge verfügten nur über einen dünnen Drillichanzug und -mantel. Dies bot kaum Schutz vor Kälte und wurde er nass, so mussten die Häftlinge, weil es keine Kleidung zum Wechseln gab, mit nasser Kleidung ins Bett gehen. Die schlechte Versorgung mit Nahrung erhöhte das Leiden der Zwangsarbeiter zusätzlich. Generell erinnerte sich Stanislav Zámečník an die ineffektive, menschenunwürdige Organisation der Arbeit durch die SS im Außengelände: Ab 1941 wurden 400 bis 500 Gefangene auf „Freiland II“ eingesetzt. Das Gelände hätte in wenigen Tagen von zwei Pferden gepflügt werden können. Stattdessen wurde die Fläche von Hand mit dem Spaten umgegraben.
Insgesamt fanden hier von 1939 bis 1945 mindestens 800 Gefangene den Tod. Viele, die nicht an Hunger und Strapazen zugrunde gingen, wurden von SS-Männern erschossen, weil sie – genötigt von ihren Aufsehern – eine unsichtbare Grenzlinie überschritten hatten. In den Akten wurde als Todesursache zynisch „Suizid“ vermerkt.

### Rentabilität der Versuchsanstalt
Die SS ging davon aus, dass ein industrieller Gartenbaubetrieb dieser Dimension nicht durch Arbeiter oder den Arbeitsdienst rentabel geführt werden könnte. Die Planungen liefen daher auf eine Ansiedlung beim KZ Dachau hinaus, da dort Sklavenarbeiter zur Verfügung standen, die man offiziell als „Handarbeitskräfte“ bezeichnete. Dabei war es den Verantwortlichen der SS egal, ob es sich zukünftig um KZ-Häftlinge oder Kriegsgefangene handeln würde. Ab 1942 gab es für als Hilfsarbeiter eingesetzte Kräfte einen Lohn von 60 Reichspfennig pro Tag, für Facharbeiter bis zu drei Reichsmark. Allerdings nur auf dem Papier und zur betriebswirtschaftlichen Dokumentation. Das Geld wurde nie ausgezahlt. Menschenverachtende Ausbeutung bzw. Vernichtung durch Arbeit war das grundlegende Geschäftsmodell in Dachau.

### Kontakte zur Bevölkerung
Auf der Rückseite des Wirtschaftsgebäudes hatte die SS eine Verkaufsstelle eingerichtet, an der Bewohner aus Dachau und dem Umland Gemüse einkaufen konnten. Das Elend der KZ-Häftlinge, von dem später niemand etwas gewusst haben wollte – hier konnte jeder es sehen. Es gab rühmliche Einzelfälle, in denen Einheimische wie die Dachauerin Resi Huber den ausgezehrten Häftlingen heimlich Essen zusteckten und Briefe für sie schmuggelten. Allerdings waren SS-Wachmannschaften ständig präsent und Zuwiderhandlungen wurden streng bestraft.

## Nutzung nach der Auflösung
Seit 1957 ist das Gelände im Besitz der Stadt Dachau, aber es konnte bislang keine angemessene Nutzung des Ortes als Erinnerungsort gefunden werden.
In den 1980er Jahren wurde der überwiegende Teil der ehemaligen landwirtschaftlichen Anbaufläche in ein neues Gewerbegebiet Ost (Schwarzer Graben) umgewandelt. Erhalten blieben nur Gebäude und ein kleines Areal mit einigen Gewächshäusern. So war der Kräutergarten, von dem heute nur mehr eine fußballfeldgroße Fläche zwischen Gewerbebauten übrig geblieben ist, auch ein Symbol der Verdrängung, des Nichtwissen-Wollens. Und das weit über die Nachkriegszeit hinaus bis in die 1990er Jahre. In den 1980er Jahren wurde das Gelände weitgehend mit Einzelhandels-, Gewerbe- und Wohnflächen bebaut (Gewerbegebiet Dachau Ost). Die Kfz-Zulassungsstelle des Landratsamtes hat hier ihren Sitz. Die Stadtwerke Dachau beschlossen 2015, die Buslinie 744 über das Gewerbegebiet Dachau Ost, mit dem Endhaltepunkt „Kräutergarten“ zur besseren Anbindung an die Stadt einzurichten.

## Gedenkort
Die zwischenzeitlich verfallenen Gewächshäuser stehen mittlerweile unter Denkmalschutz, ebenso wie ein Teil der angrenzenden Gebäude.
Seit Langem bestehen seitens der KZ-Gedenkstätte und des Vereins „Zum Beispiel Dachau“ Pläne, den Kräutergarten zu einem ständigen Teil des Gedenkens zu machen. Neben dem Kräutergarten liegen der KZ-Friedhof Dachau-Leitenberg und die SS-Schießstätte Hebertshausen auch außerhalb der eigentlichen Fläche der KZ-Gedenkstätte Dachau. Eine Einbeziehung als ganzheitliche Lösung wird durch die KZ-Gedenkstätte angestrebt.
Am 1. und 2. Juni 2012 fand in Dachau eine Tagung von Denkmalschützern, Architekten, Gedenkstättenvertretern und Historikern statt, um über eine zukünftige Nutzung zu beraten. Die Einschätzungen und Vorschläge wurden 2014 in einem Buch festgehalten. Eine Umsetzung fand bis 2022 nicht statt. Karl Freller erklärte schon 2012: „Der Anblick der verfallenen Gebäude fordert eindrücklich zum Handeln auf“.
Auch die amtierenden Oberbürgermeister und die Bürger Dachaus zeigen 2013 Interesse, aus dem Areal einen Gedenkort zu machen. Vertreter von Stadt, Landkreis und Bundesland hatten bereits in den 2000er Jahren ihre grundsätzliche Unterstützung zugesagt. Es wurden viele Gutachten und Machbarkeitsstudien erstellt, um die Nutzung als „Ausstellungszentrum und Fortbildungshaus“ einzuleiten. Allerdings wurden sich mit Zwischenstand 2019 Stadt Dachau und das Land nicht über Trägerschaft, Eigentumsverhältnisse und Kosten einig.
2014 wurden im Forschungs- und Laborgebäude Wohnungen eingebaut, die Originalsubstanz ging so teils verloren. Die Gebäude wurden ab 2015 von der Stadt Dachau hauptsächlich für Sozialwohnungen und zur Unterbringung von Obdachlosen und Flüchtlingen verwendet. Sie befinden sich baulich in einem schlechten Zustand und wurden seitens der Stadt Dachau provisorisch gesichert. Allerdings hat die Stadt Dachau teilweise die Gewächshäuser und kleinere Flächen reaktiviert und nutzt dies durch das Stadtbauamt Dachau, Abteilung „Stadtgrün, Umwelt und Stadtbauhof“.
2022 verrotten die Gewächshäuser, die Verantwortung zwischen Stadt Dachau und Freistaat Bayern ist weiterhin ungeklärt. Eine schlichte Informationstafel weist auf den historischen Hintergrund der Anlage hin.